# Liste der Straßen in Essen-Huttrop

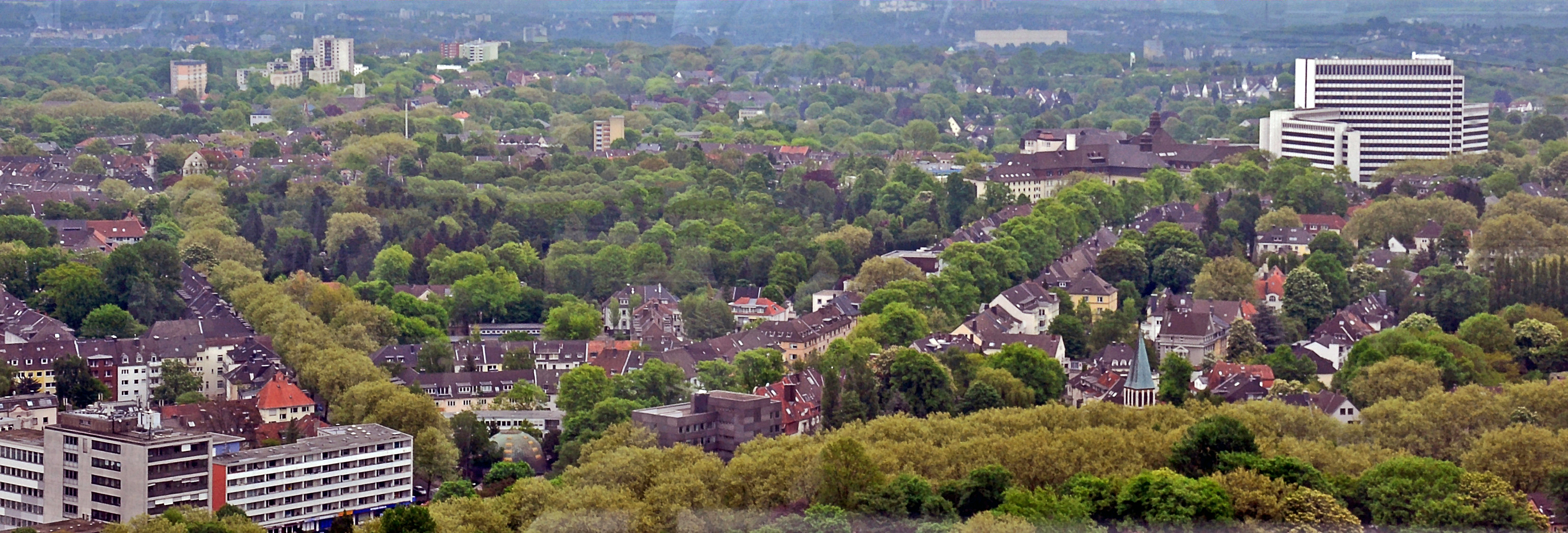
Essen-Huttrop

Die Liste der Straßen in Essen-Huttrop beschreibt das Straßensystem im Essener Stadtteil Huttrop mit den entsprechenden historischen Bezügen.

## Einführung und Überblick
Die Gemeinde Huttrop, die zur Bürgermeisterei Stoppenberg gehörte, wurde durch einen Gemeinderatsbeschluss der Baukommission mit der Auswahl und Festlegung der Straßenbezeichnungen beauftragt. Zwanzig Namen wurden in der Sitzung vom 29. November 1897 beschlossen, weitere folgten in den nächsten Jahren. Unter Berücksichtigung der bevorstehenden Eingemeindung zur Stadt Essen, die am 1. April 1908 vollzogen wurde, beschloss der Gemeinderat am 10. Februar des Jahres die Änderung der Namen, die im bisherigen Essener Stadtgebiet bereits existierten. Dieser Beschluss kam jedoch nicht mehr zur Ausführung. Stattdessen beschloss die Stadtverordnetenversammlung Essens am 5. Juni 1908 die Änderung aller Namen aus Anlass der Eingemeindung von Huttrop, die sich jedoch im Wesentlichen an den vorherigen Beschluss des Gemeinderates hielt. In Essen-Huttrop leben heute 15297 Einwohner (30. September 2022) auf einer Fläche von 6,3 Quadratkilometern. Der Stadtteil gehört zu den Postleitzahlenbezirken 45136, 45138 und 45139.
Im Norden Huttrops bildet die Bahnstrecke Dortmund-Duisburg die Grenze zu Frillendorf. Im Osten verlaufen der Mählerweg und die Spillenburgstraße auf der Grenze zu Steele. Die südliche Grenze wird durch die Straße Lönsberg, die Hovescheidtstraße, die Lanterstraße, die Elsa-Brändström-Straße, die Töpferstraße und die Rellinghauser Straße gebildet. Im Westen verläuft die Grenze über die Bahnstrecke Essen-Werden–Essen, die Moltkestraße, die Schinkelstraße, die Herwarthstraße, die Spichernstraße, die Wörthstraße, die Kaiserhofstraße und die Straße Bolckendyck.
In Huttrop gibt es 87 benannte Verkehrsflächen, darunter fünf Plätze. Davon befinden sich folgende Straßen nur teilweise im Stadtteil:
 Bergerhauser Straße, Blumenthalstraße, Dinnendahlstraße, Elsa-Brändström-Straße, Fünfkirchenblick, Gerhard-Stötzel-Straße, Henricistraße, Hovescheidstraße, Kaiserhofstraße, Laurentiusweg, Lönsberg, Mählerweg, Moltkestraße, Obernitzstraße, Rellinghauser Straße, Ruhrallee, Saarbrücker Straße, Schinkelstraße, Semperstraße, Spichernstraße, Spillenburgstraße, Steeler Straße, Wörthstraße.
Durch den Stadtteil Huttrop verlaufen
- die Bundesautobahn ,
- die Bundesautobahn ,
- die Landesstraße L 20 von Rüttenscheid auf der Töpferstraße, der Huttropstraße und der Oberschlesienstraße weiter zum Südostviertel und
- die Landesstraße L 448 auf der Steeler Straße vom Südostviertel nach Steele.

## Liste der Straßen
Die nachfolgende Tabelle gibt eine Übersicht über die Straßen und Wege im Stadtteil mit entsprechenden Informationen.
- Name: aktuelle Bezeichnung der Straße oder des Platzes.
- Länge/Maße in Metern:
 Die in der Übersicht enthaltenen Längenangaben sind gerundete Übersichtswerte, die in Google Earth mit dem dortigen Maßstab ermittelt wurden. Sie dienen Vergleichszwecken und werden, sofern amtliche Werte bekannt sind, ausgetauscht und gesondert gekennzeichnet.
 Bei Plätzen sind die Maße in der Form a × b angegeben.
 Der Zusatz (im Stadtteil) gibt an, dass die Länge die des Straßenabschnitts innerhalb von Huttrop ist, da die Straße in benachbarte Stadtteile weitergeführt wird.
- Herleitung: Ursprung oder Bezug des Namens
- Datum der Benennung: amtliche Erstbenennung
- Anmerkungen: zusätzliche Informationen
- Bild: Foto der Straße oder eines anliegenden Objekts

| Name                      | Länge/Maße (in Metern) | Herleitung                                                                         | Datum der Benennung | Bemerkungen | Bild                                              |
| ------------------------- | ---------------------- | ---------------------------------------------------------------------------------- | ------------------- | --- | ------------------------------------------------- |
| Allbauweg                 | 520                    | Allbau, Wohnungsgesellschaft in Essen                                              | 1. Okt. 1920        | Die nach dem 1919 gegründeten Allbau benannte Straße stellt eine Verbindung der Schwanenbuschstraße mit der Straße Feldhauskamp her. |                                                   |
| Alsenplatz                | 70 × 45                | Ankunft auf der Insel Alsen im Deutsch-Dänischen Krieg 1864                        | 21. Okt. 1938       | Die Namensgebung erinnert an den Übergang preußischer Truppen auf die dänische Insel Alsen im Deutsch-Dänischen Krieg am 29. Juni 1864. Der Alsenplatz berühren die Düppelstraße, die Königgrätzstraße und die Langensalzastraße. Auf dem Alsenplatz befindet sich ein Kinderspielplatz. |                                                   |
| Am Parkfriedhof           | 330                    | Straße am Parkfriedhof                                                             | 15. Jan. 1936       | Die Straße führt direkt am denkmalgeschützten Hauptportal des größten Essener Friedhofes vorbei. | Hauptportal des Parkfriedhofes                    |
| Auf dem Holleter          | 590                    | Holleter, Flurname                                                                 | 6. Juli 1929        | In der Landmatrikel von 1668 ist der Hollerter Morgen genannt. Die Flur gehörte in Teilen zum Hof Huttrop und zum Hof Kaiser nahe der heutigen Seminarstraße. Der Name Holleter oder Höllerter deutet auf eine von Holunder bewachsene Fläche hin. Die Straße Auf dem Holleter verläuft zwischen Dinnendahl- und Seminarstraße südlich parallel der Steeler Straße. |                                                   |
| Bandelstraße              | 210                    | Ernst von Bandel, Architekt, Maler, Bildhauer                                      | 9. Nov. 1914        | Die nach Ernst von Bandel benannte Straße verbindet die Wallotstraße mit der Friedrich-Küch-Straße. |                                                   |
| Becksiepenstraße          | 380                    | Becksiepen, ein Siepental                                                          | 8. Mai 1903         | Becksiepen war eines der Siepentäler im Hovescheider Siepen. 1827 wird Wilhelm Hovescheidt als Landbesitzer am Becksiepen genannt. Die Becksiepenstraße verbindet die Straße Auf dem Holleter mit der Lanterstraße. |                                                   |
| Bergerhauser Straße       | 380 (im Stadtteil)     | ehemalige Bauerschaft Bergerhausen                                                 | 7. Dez. 1899        | 1899 erhielt die heutige Huttropstraße den Namen Bergerhauser Straße, wobei 1908 der südliche Teil zwischen Ruhrallee und Moltkestraße Teil der Herwarthstraße wurde. Dieser Teil wurde am 20. Mai 1964 Teil der Huttropstraße und die Herwarthstraße dadurch entsprechend verkürzt. Außerdem hieß der heutige Verlauf der Bergerhauser Straße ab der Huttropstraße weiter nach Bergerhausen: ab 4. Februar 1904 Morsestraße, ab 15. September 1910 Herwarthstraße (wurde zu ihrer südlichen Verlängerung), ab 9. Oktober 1914 Hellweg und ab 14. November 1935 Bergerhauser Straße. Die heutige Bergerhauser Straße führt von der Huttropstraße in südöstlicher Richtung zur Elsa-Brändström-Straße und weiter nach Bergerhausen. |                                                   |
| Beyweg                    | 110                    | Friedrich von der Bey, Landwirt                                                    | 1. Okt. 1920        | Der Landwirt Friedrich von der Bey erwarb 1856 den Hof Plantenberg. Der Beyweg verbindet den Allbauweg mit der Straße Am Parkfriedhof. |                                                   |
| Bleckerkamp               | 210                    | Bleckerkamp, Flurname                                                              | 27. März 1946       | In der Landmatrikel von 1668 steht, das zum Hofe des Georgh Huttropff der Bieckerskamp im Huttropschen Feldt mit zwei Morgen gehört. 1826 tritt die Bezeichnung Bläckerskamp auf. Die Straße Bleckerkamp, die einst Kaisershofstraße hieß, verbindet die Oberschlesienstraße mit der Herwarthstraße. |                                                   |
| Blumenthalstraße          | 150 (im Stadtteil)     | Leonhard von Blumenthal, Generalfeldmarschall                                      | 4. Mai 1900         | Die nach dem preußischen Offizier Leonard von Blumenthal benannte Blumenthalstraße führt von der Herwarthstraße weiter ins Südostviertel. |                                                   |
| Bolckendyck               | 130                    | Bolckendyck, Flurname                                                              | 8. März 1922        | Die nach der Flur Bolckendyck benannte Straße führt von der Gerhard-Stötzel-Straße zur Kaiserhofstraße. Im nördlichen Teil bildet sie die Grenze zum Südostviertel. | Bolckendyck                                       |
| Breddestraße              | 190                    | Bredde, Kotten- und Flurname                                                       | 11. März 1962       | Die nach der Flur benannte Breddestraße ist eine von der Sunderlandstraße abgehende Stichstraße. |                                                   |
| Camillo-Sitte-Platz       | 90 × 60                | Camillo Sitte, österreichischer Architekt                                          | 16. Sep. 1910       | Der zuvor Moltkeplatz benannte Camillo-Sitte-Platz liegt südlich der Kreuzung der Ruhrallee und der Moltkestraße. | Villa Körner am Camillo-Sitte-Platz               |
| Dinnendahlstraße          | 530 (im Stadtteil)     | Franz Dinnendahl, Ingenieur                                                        | 1. Okt. 1920        | Franz Dinnendahl baute die erste Dampfmaschine für den Bergbau im Ruhrgebiet. Die zuvor Löbbertstraße genannte Dinnendahlstraße führt von der Steeler Straße weiter in den Nachbarstadtteil Bergerhausen. |                                                   |
| Dornemannplatz            | 60 × 40                | Dornemann, Hof-Behandigte                                                          | 9. Aug. 1927        | Für 1927 liegt eine amtliche Begründung vor, die sich auf Carl Meyer, Geschichte Stoppenberg, zweite Auflage 1900, Seite 173 stützt: ein Dornemann soll im 15. Jahrhundert mit dem Hof Huttrop behandigt gewesen sein; was allerdings eine Verwechslung mit dem Gut to Huntrope (Höntrop) ist. Der Dornemannplatz grenzt nördlich an die parallel zur Bundesautobahn 40 verlaufende Kaisershofstraße und wird nördlich von der Obernitzstraße berührt, so dass er zum Teil zum Südostviertel zählt. Auf dem Dornemannplatz befindet sich ein Kinderspielplatz. |                                                   |
| Düppelstraße              | 230                    | Düppel, Dorf in Nordschleswig                                                      | 21. Apr. 1911       | Benennung in Erinnerung an die Erstürmung der Düppeler Schanzen durch preußische Truppen am 18. April 1864 im Deutsch-Dänischen Krieg. Die Düppelstraße verbindet die Huttropstraße mit der Königgrätzstraße. |                                                   |
| Ellingradeweg             | 110                    | Ellingrade, Flurname                                                               | 20. Nov. 1937       | Der Flurname Ellingrade taucht in der Landmatrikel von 1668 auf: uff Huttropskamp gen Ellingrade. Der Ellingradeweg ist eine von der Markgrafenstraße abzweigende Stichstraße. |                                                   |
| Elsa-Brändström-Straße    | 280                    | Elsa Brändström, schwedische Philanthropin                                         | 22. Mai 1946        | Die Elsa-Brändström-Straße, die zuvor teilweise zur Straße Engelsbecke gehörte, verbindet die Ruhrallee mit der Moltkestraße und bildet dabei auf ganzer Länge die Grenze zu Bergerhausen. Es besteht keine direkte Zufahrt auf die Ruhrallee. |                                                   |
| Engelsbecke               | 320                    | Engelsbecke, kleiner Zufluss des Siepenbaches                                      | 27. Feb. 1927       | Die nach der Flur der Engelsbecke benannte Straße verbindet heute die Steeler Straße mit der Straße Wieksiepen. Zunächst trug nur die heutige Elsa-Brändström-Straße den Namen Engelsbecke. 1937 wurde sie von dort bis zur Steeler Straße verlängert. 1946 wurde der Teil südlich der Moltkestraße zur Elsa-Brändström-Straße, bevor Ende der 1970er-Jahre der Bau der Bundesautobahn 52 die Verbindung endgültig trennte. Der nördliche Straßenteil behielt den Namen Engelsbecke. |                                                   |
| Erntedankweg              | 200                    | Erinnerung an das 1934 eingeführte Erntedankfest                                   | 26. Mai 1939        | Der Erntedankweg verbindet die Straße Auf dem Holleter mit der Hofringstraße. |                                                   |
| Feldhauskamp              | 690                    | Anlehnung an den Feldhaushof                                                       | 1. Okt. 1920        | Die mündlich überlieferte Bezeichnung Feldhauskamp lehnt sich an den einstigen Feldhaushof an. Die Straße Feldhauskamp verläuft von der Schwanenbuschstraße in einem östlichen Bogen bis zum Beyweg. |                                                   |
| Franziusstraße            | 120                    | Ludwig Franzius, Wasserbauingenieur                                                | 26. Nov. 1909       | Die nach dem Wasserbauingenieur Ludwig Franzius benannte Straße verbindet die Schnutenhausstraße mit der Henricistraße. |                                                   |
| Friedrich-Küch-Straße     | 210                    | Friedrich Küch, einstiger Eigentümer des Gebiets der Straße                        | 14. Nov. 1935       | Dem am 10. Mai 1867 in Essen geborenen Friedrich Küch gehörte das Gebiet, auf dem sich heute die Straße befindet. Er starb am 15. Juni 1927 in Bad Tölz. Die Friedrich-Küch-Straße verbindet die Rellinghauser Straße mit der Töpferstraße. |                                                   |
| Fünfkirchenblick          | 180 (im Stadtteil)     | Lage mit Blick auf fünf Kirchen                                                    | 5. Aug. 1936        | Von der Höhe über der Spillenburg konnte man zur Zeit der Namensgebung in östlicher Richtung fünf Kirchtürme sehen. Die Straße Fünfkirchenblick, die zuvor nicht amtlich Ruhrhöhenweg genannt wurde, zweigt vom Laurentiusweg nach Süden ab und führt weiter nach Bergerhausen. |                                                   |
| Gehrberg                  | 850                    | Gehr, Flurname                                                                     | 14. Aug. 1933       | Die Straße Gehrbeg ist nach einer Flur bezeichnet, die in der Landmatrikel von 1668 genannt wird: Heinrich Hoverscheidt besitzt auf der Gehr drei Morgen Feldland. Die Straße führt in einem südlichen Bogen von der Straße Auf dem Holleter ab und wieder auf diese zurück. |                                                   |
| Gerhard-Stötzel-Straße    | 250 (im Stadtteil)     | Gerhard Stötzel, Politiker der Zentrumspartei                                      | 23. Mai 1980        | Die Gerhard-Stötzel-Straße, die zuvor einen Teil der Eickenscheidter Fuhr war, führt vom Twingenbergplatz nach Westen weiter ins Südostviertel. |                                                   |
| Henricistraße             | 730 (im Stadtteil)     | Karl Henrici, Hochschullehrer, Architekt, Stadtplaner                              | 16. Sep. 1910       | Die Henricistraße, die zuvor den Namen Roßbachstraße hatte, führt von der Rellinghauser Straße in einem nordöstlichen Bogen auf die Huttropstraße und weiter nach Bergerhausen. |                                                   |
| Herwarthstraße            | 1000                   | Eberhard Herwarth von Bittenfeld, Generalfeldmarschall                             | 5. Mai 1908         | Die Herwarthstraße, die zuvor die Namen Grenzstraße und Oststraße trug, führt von der Huttropstraße vorbei am Ostfriedhof, quert die Steeler Straße und dort in einem nördlichen Bogen auf die Vollmerstraße. Dabei bildet sie zwischen Klara-Kopp-Weg und Spichernstraße die Grenze zum Südostviertel. Zwischen dem 15. September 1910 und dem 9. Oktober 1914 trug die heutige Bergerhauser Straße als ihre südöstliche Verlängerung ebenfalls den Namen Herwarthstraße. | Herwartstraße in Essen im März 2022               |
| Hilgenbornstraße          | 160                    | Hilgen Born, Flurname                                                              | 5. Juni 1908        | In der Landmatrikel von 1668 wird Johan Lüegh alias Lütke Plantenberg genannt, der vom Stift Stoppenberg zwei Morgen Land nach achterm hilgen Born oder Brunnen pachtete. Die Hilgenbornstraße, die zuvor Schmiedestraße hieß, führt von der Steeler Straße nördlich zur Klingemannstraße. |                                                   |
| Hoeffkengarten            | 60                     | Hoeffken, Familienname                                                             | 20. Nov. 1937       | 1453 ist Evert Hoeffken genannt, der das Wolferdes-Gut, das etwa ein Jahrhundert später Vollmer heißt, zu Lehen empfängt. Eine Urkunde aus dem Jahr 1482 nennt Hermann Hoeffken, der mit Johann van Schuren, Kanonikus zu Essen, vereinbart, dass er seinen elterlichen Garten vor Werden noch drei Jahre pachtfrei besitzen darf. Der Name Hoeffken wird mehrfach in Werden erwähnt. Die Straße Hoeffkengarten verbindet die Vollmerstraße und den Stevens Kamp, allerdings ist die Verbindung nur für Fußgänger möglich, da am südlichen Ende eine Treppe aufwärts zum Stevens Kamp führt. | Hoeffkengarten in Essen im März 2022              |
| Hofringstraße             | 640                    | Erbhof Hovescheidt                                                                 | 22. Mai 1946        | In Anlehnung an den Erbhof Hovescheidt erhielt die Straße ihren Namen. Die Hofringstraße, die zuvor Erbhofring hieß, führt in einem westlichen Ring von der Straße Gehrbeg zur Hovescheidtstraße. Sie liegt damit in der Gartensiedlung Im Siepen, die 1938 durch den Architekten Emil Jung errichtet wurde. |                                                   |
| Hovescheidtstraße         | 440 (im Stadtteil)     | Hof Hovescheidt, Unterbauerschaft                                                  | 29. Nov. 1897       | Mit Hovescheidt wurde ein Hof und eine Unterbauerschaft bezeichnet. Dieser Unterbauerschaft gehörten der Aldenhof, der Hof Nellen, der Hof Löbbert und der Hof Hovescheidt mit Ersterwähnung Anfang des 14. Jahrhunderts. Er war ein Behandigungsgut in den Oberhof Viehof gehörig. Die Essener Fürstäbtissin erhielt bei Auflösung des Jesuiten-Ordens, der ursprünglich mit dem Hof Hovescheidt behandigt war, das dominium utile (nutzbare Eigentum) an dem Hof. 1775 übertrug sie es der St.-Johann-Kirche zur Verbesserung der Einkünfte und mit der Verpflichtung einen Pfarr-Kaplan zu halten. 1776 wurde Pastor Joseph Andermar und 1803 Pastor Andreas Gotfang mit dem Hof behandigt. Als 1837 die fiskalischen Lasten des Hofes abgelöst wurde, war der Hof 125 Morgen groß. 1668 wird Henrich Hovescheidt als Aufsitzer genannt, 1795 folgt die Erwähnung des ganzen Bauern Hovescheidt und 1826 die Eheleute Wilhelm Hovescheidt und Elisabeth gen. Kaiser. 1841 erhielt die aufsitzende Pächterfamilie gegen ein Erbstandsgeld (2500 Reichsthaler) und einen jährlichen Kanon (22 Rthlr.) den Hof von der katholischen Kirche in Erbpacht. Die Hovescheidtstraße führt von der Dinnendahlstraße in südwestlicher Richtung weiter nach Bergerhausen.                                                                 |                                                   |
| Huttropstraße             | 680                    | Huttrop, Hofname und Bauerschaft                                                   | 14. Nov. 1935       | Der erstmals 1319 urkundlich erwähnte Hof Huttrop gehörte als Unterhof zum propsteilichen Oberhof Nünning in Frillendorf. 1319 verkaufte der Ritter Adolph de Saffenberg den Hof an das Stift Essen. Zwischen 1336 und 1355 wurde er Eigentum der Propstei und damit Unterhof des Oberhofes Nünning, was er bis zur Stiftsauflösung während der Säkularisation 1803 blieb. In der Landmatrikel von 1668 ist Georg Huttropff als Aufsitzer des 62 Morgen großen Hofes genannt. 1690 wurden Heinrich und Anna Hausmann aus Borbeck mit dem Hof Huttrop behandigt. Mit dem nun geführten Hofnamen Huttrop blieb der Hof bis 1929 in Privatbesitz, als ihn die Wohnungsgesellschaft Allbau kaufte. Die Huttropstraße verbindet die Ruhrallee mit der Steeler Straße als Teil der Landesstraße L20. Zwischen 1897 und 1899 hieß sie in Teilen Rellinghauser Straße und Grenzstraße. 1899 erhielt sie den Namen Bergerhauser Straße, wobei 1908 der südliche Teil zwischen Ruhrallee und Moltkestraße Teil der Herwarthstraße wurde. Dieser Teil wurde am 20. Mai 1964 ebenfalls zur Huttropstraße und die Herwarthstraße dadurch entsprechend verkürzt. |                                                   |
| Jürgengang                | 220                    | Jürgen, Aufsitzer des Hovescheidthofes                                             | 5. Juni 1934        | 1568 erklärte er in einem Prozess zum Besitzrecht, dass er den Hof seit 26 Jahren besäße. 1577 verzichtete er auf den Besitz, so dass der Hof auf seinen Sohn Johann überging. Die Straße Jürgengang verbindet in der Gartensiedlung Im Siepen die Straße Auf dem Holleter mit der Hofringstraße. |                                                   |
| Kaisershofstraße          | 370 (im Stadtteil)     | Kaisershof, Hofname                                                                | um 1898             | In den Jahren 1376 bis 1380 wurde der Kaisershof vom Hof Huttrop abgetrennt und kam in den Besitz des Stifts Essen. Der Name des Hofes stammt vom vermutlich ersten Aufsitzer namens Kaiser. Der Essener Historiker Konrad Ribbeck sagte, dass der Name nach einer bestimmten Rolle in den jährlichen Fastnachtszügen beigelegt wurde, ähnlich bei den Höfen Paus (=Papst), Kardenal etc. Der Name Kaiser tritt 1380 erstmals urkundlich in Huttrop auf und nimmt 1505 in einem anderen Papier erstmals Bezug zum Hof. In der Landmatrikel von 1668 ist Johan Keysser Aufsitzer des rund 31 Morgen großen Hofs. 1795 werden der Mittelbauer Keiser und als Grundherrschaft das Hochgräfliche Kapitel genannt. Der Hof war ein Leibgewinngut des Gräflichen Damenkapitels. Letztbehandigte waren 1766 Johan Didrich Kaiser und seine Ehefrau. Letzter Hofbauer war Otto Kaiser. Bis 1924 wurde der Hof bewirtschaftet und bis 1928 komplett veräußert. Der Allbau errichtete die heutige Wohnsiedlung. Die Kaisershofstraße verbindet parallel zur Bundesautobahn 40 den Twingenbergplatz mit dem Storpplatz, wobei sie im westlichen Teil die Grenze zum Südostviertel bildete. Sie wurde zur Zeit des Nationalsozialismus am 8. Mai 1933 in Felgendreherstraße umbenannt. Am 15. Mai 1945 erhielt sie ihren alten Namen zurück. | Kaiserhofstraße                                   |
| Klara-Kopp-Weg            | 260                    | Clara Kopp, Gründerin der Barmherzigen Schwestern von der hl. Elisabeth            | 5. Apr. 2005        | Der Klara-Kopp-Weg verläuft über das Gelände des Elisabethkrankenhauses, das auf den Orden der Barmherzigen Schwestern von der hl. Elisabeth zurückgeht. |                                                   |
| Klingemannstraße          | 240                    | Karl Klingemann, Generalsuperintendent der Rheinprovinz                            | 8. Sep. 1959        | Der Theologe Karl Klingemann war von 1891 bis 1913 Pfarrer der evangelischen Essener Altstadtgemeinde sowie von 1900 bis 1913 erster Superintendent der neuen Kreissynode Essen. Danach war er Generalsuperintendent der Rheinprovinz. Die Klingemannstraße verbindet in einem Bogen die Schulzstraße mit der Plantenbergstraße. |                                                   |
| Knaudtstraße              | 170                    | Adolf Knaudt, Industrieller, Stadtverordneter                                      | 29. Nov. 1897       | Die nach dem Mitgründer der Puddlings- und Blechwalzwerk Schulz, Knaudt & Cie. benannte Knaudtstraße verbindet die Steeler Straße mit der Straße Am Parkfriedhof. |                                                   |
| Königgrätzstraße          | 230                    | Königgrätz, Stadt in Böhmen                                                        | 21. Apr. 1911       | Die Königgrätzstraße führt von der Herwarthstraße zur Huttropstraße, jedoch ohne Zufahrt auf diese. |                                                   |
| Langensalzastraße         | 75                     | Schlacht bei Langensalza                                                           | 21. Apr. 1911       | Die Schlacht bei Langensalza nahe Erfurt fand am 27. Juni 1866 während des Deutschen Krieges statt. Die Langensalzastraße verbindet die Königgrätzstraße mit der Saarbrücker Straße. |                                                   |
| Lanterstraße              | 980                    | Lanter, Flurname                                                                   | 29. Nov. 1897       | Der verstümmelte Begriff Lanter stammt von Landwehr. In der Landmatrikel von 1668 wird Georgh Huttropff als Besitzer von vier Morgen Land achter Landwehr genannt, zwischen dem auf Kaysers Landt. Die Lanterstraße führt von der Moltkestraße zur Hovescheidtstraße, wobei sie auf ganzer Länge die Grenze zu Bergerhausen bildet. |                                                   |
| Laurentiusweg             | 230 (im Stadtteil)     | Laurentiuskirche, -kloster und -hospital in Steele                                 | 18. Nov. 1890       | Der Laurentiusweg verläuft aus Steele kommend über die Spillenburgstraße bis zur Dinnendahlstraße. Dieser Huttroper Straßenverlauf ist, im Gegensatz zum Hauptverlauf in Steele, nach 1907 erst angelegt worden. |                                                   |
| Lönsberg                  | 120 (im Stadtteil)     | Hermann Löns, Schriftsteller                                                       | 12. Nov. 1934       | Die Straße Lönsberg führt von der Dinnendahlstraße in einem Bogen nach Südwesten und weiter nach Bergerhausen, wobei sie im ersten Teil die Stadtteilgrenze bildet. |                                                   |
| Luegstraße                | 200                    | Lueg, Hofname                                                                      | 29. Nov. 1897       | Der Hof Lueg (oder Lutke Plantenberg) war ein Leibgewinngut zum Essener Damenkapitel gehörig. Er entstand durch Abtrennung vom Hof Plantenberg. Der Name Luegh wird bereits in der Regaliensteuerliste 1534/51 genannt. In der Landmatrikel von 1668 wird der Aufsitzer Johan Luegh alias Lütke Plantenberg des 24 Morgen großen Hofes genannt. 1795 war die Grundherrschaft beim Gräflichen Kapitel Essen und der Mittelbauer Lueg wird genannt. 1785 waren die letzten Leibgewinner die Eheleute Johann Philipp Viefhaus und Maria geborene Lueg auf Lebenszeit. Später ging der Hof durch Einheirat auf Heinrich Romberg gen. Lueg über. 1834 wurde der Hof vom Domänenfiskus an die Eheleute Romberg gen. Lueg und die aus erster Ehe der Ehefrau Romberg stammenden drei minderjährigen Kinder Viefhaus gen. Lueg verpachtet. 1856 löste Wilhelm Altenberg gen. Lueg den Erbpachtkanon ab, wodurch er uneingeschränkter Eigentümer wurde. 1876 ging das Eigentum auf Hermann Feldhaus über. Wilhelmine Feldhaus, die letzte Bäuerin des Hofes, starb 1960. Die Luegstraße verbindet die Schwanenbuschstraße mit der Straße Am Parkfriedhof. Im Westteil der Luegstraße befindet sich südlich ein großer Spielplatz. |                                                   |
| Mählerweg                 | 600 (im Stadtteil)     | Peter Mähler, Steeler Bürger und Pächter von Ackerland                             | 20. Nov. 1937       | Peter Mähler, genannt Peter von Haltern, war um 1666 Pächter von Ackerland bei Doppelhanss Lenderey. Es kam zu langwierigen Prozessen wegen einer Wegegerechtigkeit, denn zusammen mit dem Besitzer des Hofs Deimelsberg, Evert Demelsberg, machte Mähler den Besitzern des Kottens Döppelhahn, dem Steeler Bürgermeister Trappmans und seiner Ehefrau Anna Langmans, den Weg zu Dopelhans Kempe streitig. Der Mählerweg, der seit 1897 Mühlenweg und ab 1908 Am Döppelhahn hieß, führt von der Straße Holbecks Hof zum Langmannskamp, wobei er teilweise die Grenze zu Huttrop bildet. |                                                   |
| Mathilde-Kaiser-Straße    | 630                    | Mathilde Kaiser, Politikerin, Ratsherrin                                           | 22. Feb. 1961       | Die am 18. März 1881 in Asperden geborene Mathilde van de Loo (verh. Kaiser) wirkte rund 40 Jahre lang in politischen und sozialen Angelegenheiten in Essen. Von 1920 bis 1933 war sie Stadtverordnete. Nach dem Ende des Zweiten Weltkrieges wurde sie erneut Ratsherrin, bis 1956 krankheitsbedingt ihr Amt niederlegte. Sie starb am 21. Februar 1959 in Rüttenscheid und wurde auf dem Friedhof Huttrop beigesetzt. Ihr Grabmal ist denkmalgeschützt. Die Mathilde-Kaiser-Straße führt von der Plantenbergstraße zur Stattropstraße, wo sie als Sackgasse endet. |                                                   |
| Messelstraße              | 250                    | Alfred Messel, Architekt                                                           | 26. Nov. 1909       | Die Messelstraße führt von der Schnutenhausstraße südwärts zur Franziusstraße. Zur Zeit des Nationalsozialismus wurde sie am 10. Juni 1940 in Ludwig-Troost-Straße umbenannt. Am 15. Mai 1945 erhielt sie ihren ursprünglichen Namen zurück. |                                                   |
| Moltkestraße              | 1580 (im Stadtteil)    | Helmuth Karl Bernhard von Moltke, Generalfeldmarschall                             | 4. Feb. 1900        | Die Moltkestraße führt aus dem Südviertel kommend bis zur Steeler Straße. Zwischen Brücke über der A52 und der Lanterstraße bildet sie die Grenze zu Bergerhausen. | Elisabethkrankenhaus an der Moltkestraße          |
| Obernitzstraße            | 60 (im Stadtteil)      | Hugo von Obernitz, preußischer Offizier, Generaladjutant Kaiser Wilhelms I.        | 20. Juli 1906       | Die Obernitzstraße verbindet die Straße Bolckendyck mit der Eintrachtstraße im Südostviertel. | Obernitzstraße in Essen                           |
| Oberschlesienstraße       | 630                    | 10. Jahrestag der Volksabstimmung in Oberschlesien                                 | 13. Juni 1932       | Am 1. März 1931 fand im Saalbau Essen der Vereinigten Verbände heimattreuer Oberschlesier statt. Hier gab Oberbürgermeister Franz Bracht bekannt, die Oberschlesienstraße in Gedenken an die Volksabstimmung von 1921 zu benennen. Die Oberschlesienstraße führt von der Steeler Straße nordwärts bis zur Kaisershofstraße, wo sie in die Krampestraße übergeht. |                                                   |
| Olbrichstraße             | 400                    | Joseph Maria Olbrich, österreichischer Architekt                                   | 26. Nov. 1909       | Die Olbrichstraße verbindet in einem Bogen die Henricistraße mit der Ruhrallee. |                                                   |
| Plantenbergstraße         | 230                    | Plantenberg, Hofname                                                               | 10. Feb. 1908       | Der Hof Plantenberg war ein Unterhof von Eickenscheidt. Erstes Vorkommen des Namens ist im Kettenbuch 1332. In der Landmatrikel von 1668 wird der Aufsitzer Henrich Plantenberg und sein 55 Morgen großer Hof genannt. 1795 wird er als fürstliches Behandigungsgut bezeichnet. Wilhelm Plantenberg löste 1823 alle fiskalischen Lasten auf dem ab und wurde deshalb uneingeschränkter Eigentümer. 1856 geht der Hof an die Familie von der Bey und später an die Firma Schulz-Knaudt, die 1878 die Arbeitersiedlung Hüttenheim an der heutigen Schulz- und Knaudtstraße errichtete. Der Storpskotten gehörte zum Hof Plantenberg. Die Plantenbergstraße, die zuvor Herkulesstraße hieß, verbindet die Schulzstraße mit der Steeler Straße. |                                                   |
| Rellinghauser Straße      | 480 (im Stadtteil)     | Rellinghausen, ehemalige Bürgermeisterei                                           | 5. Juni 1908        | Die Straße erinnert an die einstige Bürgermeisterei Rellinghausen. Von 1815 bis 1875 gehörte Rellinghausen zur Bürgermeisterei Steele. 1876 wurde die Landbürgermeisterei Rellinghausen aus Rellinghausen, Bergerhausen und Heide gebildet. 1884 kam Rüttenscheid als ehemaliger Teil von Stoppenberg zur Landbürgermeisterei Rellinghausen, schied aber im Jahr 1900 wieder aus dieser aus. 1910 wurde Rellinghausen durch Eingemeindung ein Stadtteil von Essen. Die Rellinghauser Straße führt von Bergerhausen an der Töpferstraße nach Huttrop. Sie führt weiter im Südviertel und bildet im ganzen Verlauf die südwestliche huttroper Grenze zu Rüttenscheid. |                                                   |
| Robert-Schmidt-Straße     | 260                    | Robert Schmidt, Bauingenieur, Stadtplaner, Kommunalbeamter                         | 20. März 1930       | Robert Schmidt war erster Verbandsdirektor des Siedlungsverband Ruhrkohlenbezirk und damit maßgeblich an seiner Bildung beteiligt. Die Robert-Schmidt-Straße führt in einem Bogen von der Moltkestraße zur Wallotstraße, deren Teil sie vom 26. November 1909 bis zum 20. März 1930 bildete. | Baugewerkschule an der Robert-Schmidt-Straße      |
| Rombergweg                | 210                    | Bromberg, Flurname                                                                 | 1. Okt. 1920        | Der Name geht eigentlich auf die Flur namens Bromberg zurück, in der der Hof Huttrop lag. Er ist aber vermutlich durch telefonische Übermittlung falsch übertragen und nie wieder berichtigt worden. Der Rombergweg verbindet den Allbauweg mit der Straße Feldhauskamp. |                                                   |
| Ruhrallee                 | 650 (im Stadtteil)     | Allee zur Ruhr                                                                     | 4. Feb. 1904        | Die Ruhrallee kommt aus dem Südostviertel und führt von der Schinkelstraße zur Elsa-Brändström-Straße durch Huttrop. Von dort führt sie in Bergerhausen weiter zur Ruhr. | Ruhrallee mit heutigem Ruhrturm                   |
| Saarbrücker Straße        | 140 (im Stadtteil)     | Gefecht am 2. August 1870 bei Saarbrücken                                          | 11. März 1898       | Die Namensgebung soll an das Gefecht am 2. August 1870 zur Zeit des Deutsch-Französischen Krieges erinnern. Die ursprüngliche Saarbrücker Straße führte von der heutigen Huttropstraße bis zur heutigen Morsehofstraße und hieß hier zuvor Hohe Straße. 1928 wurde sie bis zur Ruhrallee im Südostviertel verlängert, wo sie zuvor in Teilen auch Morsehofstraße und Forbacher Straße hieß. |                                                   |
| Schinkelstraße            | 500 (im Stadtteil)     | Karl Friedrich Schinkel, Architekt, Stadtplaner, Maler, Grafiker und Bühnenbildner | 26. Nov. 1909       | Die Schinkelstraße führt von der Saarbrücker Straße im Südostviertel kommend über die Ruhrallee. Ab dort bildet sie die Grenze zwischen Huttrop und dem Südostviertel. Ab Moltkestraße verläuft sie in Huttrop weiter bis zur Wallotstraße. | Schinkelstraße                                    |
| Schlüterstraße            | 110                    | Andreas Schlüter, Bildhauer und Architekt                                          | 16. Sep. 1910       | Die Schlüterstraße verbindet die Henricistraße mit der Schinkelstraße. |                                                   |
| Schnutenhausstraße        | 360                    | Schnutenhaus, Hofname                                                              | 26. Nov. 1909       | Der Klostermannhof, der 1327 erstmals urkundlich erwähnt wird, wurde 1866 Eigentum des Landwirts Gottfried Schnutenhaus zu Huttrop. 1889 ging er an seine Witwe, eine geborene Schulte-Mönting, über. 1898 war Lisette Leißling geborene Schnutenhaus Eigentümerin, wobei es mehrere Miteigentümer gab. Die Stadt Essen erwarb 1903/1904 den Hof vom 1842 geborenen Ernst Schnutenhaus. Sie ließ den Hof 1904 abreißen und baute hier, wie auch auf dem Gebiet des Bernewäldchens, die Siedlung Eigenheim. Die Schnutenhausstraße führt von der Rellinghauser Straße in nördlicher Richtung zur Messelstraße. | Denkmalgeschütztes Haus in der Schnutenhausstraße |
| Schulte-Pelkum-Straße     | 180                    | (Theodor) Hermann Schulte-Pelkum, Stadtdechant, Direktor des Franz Sales Hauses    | 23. Jan. 1957       | Der am 1. Juli 1874 in Essen geborene Hermann Schulte-Pelkum war Stadtdechant und Päpstlicher Ehrenkämmerer. Er war zwischen 1910 und 1945 Direktor des Franz Sales Hauses, wobei er sich in der Zeit des Nationalsozialismus für die Erhaltung des Lebens der Altinsassen einsetzte. Er starb am 4. April 1945 in Steele. |                                                   |
| Schulzstraße              | 440                    | Carl Julius Schulz, Industrieller                                                  | 29. Nov. 1897       | Die nach dem Mitgründer der Puddlings- und Blechwalzwerk Schulz, Knaudt & Cie. benannte Schulzstraße verbindet die Knaudtstraße mit der Plantenbergstraße und endet danach in einer Sackgasse. | Jüdische Trauerhalle an der Schulzstraße          |
| Schwanenbuschstraße       | 850                    | Schwanenbusch, Gaststätte                                                          | 5. Juli 1908        | Die Gaststätte Schwanenbusch wurde 1794 auf Gemeindeland errichtet. Dritter Gastwirt war Anfang des 19. Jahrhunderts Philipp Schwanenbüscher aus der Bauerschaft Schonnebeck. Seitdem trägt die Gaststätte ihren Namen. Im Zweiten Weltkrieg wurde das alte Gebäude zerstört. Bruno Hirsch baute die Gaststätte an der Ecke Huttropstraße/Steeler Straße wieder auf. Nachdem um 2008 ein Chinesisches Restaurant darin ansässig war, ist es heute (Stand: 2016) ein Anbieter für Großküchen. Die Schwanenbuschstraße, die einst Frillendorfer Straße hieß, führt von der Straße Feldhauskamp zur Steeler Straße. |                                                   |
| Seidlstraße               | 130                    | Gabriel von Seidl, Architekt                                                       | 9. Okt. 1914        | Die Seidlstraße verbindet die Henricistraße mit der Bandelstraße. |                                                   |
| Seminarstraße             | 370                    | evangelisches Lehrerseminar                                                        | 18. Feb. 1916       | An dieser Straße wurde 1914 das evangelische Lehrerseminar erbaut. 1909 wurden staatliche Lehrerseminare für katholische und evangelische Lehreranwärter in Essen errichtet. Das neue Haus in Huttrop beendete eine vorherige provisorische Unterbringung. 1921 wurde das Lehrerseminar wieder aufgelöst, da nun das Abitur Voraussetzung zur Ergreifung des Lehrerberufs wurde. Infolge wurde das Gebäude erst als Polizeischule, dann als Teil der Gewerblichen Schulen der Stadt Essen und heute als Sitz des Ruhr-Kollegs genutzt. Die Seminarstraße, die zuvor Friedhofstraße hieß, führt in einem Bogen von der Moltkestraße zur Lanterstraße. | Ehem. Lehrerseminar in der Seminarstraße          |
| Semperstraße              | 300 (im Stadtteil)     | Gottfried Semper, Architekt und Kunsttheoretiker                                   | 26. Nov. 1909       | Die Semperstraße führt, aus dem Südostviertel kommend, von der Schinkelstraße zur Moltkestraße. |                                                   |
| Siepenblick               | 240                    | Lage am Hang des Hovescheider Siepens                                              | 9. Apr. 1956        | Die nach ihrer Lage bezeichnete Straße Siepenblick geht auf das Siepental zurück, ein einst bewaldetes und wasserreiches Wiesental zwischen Steeler Straße und der Ruhr. Ursprünglich war es uneingeschränktes Eigentum der zur Bauerschaft Huttrop gehörenden Höfe. 1824 wurde es durch die Hoverscheider Gemeinheit geteilt und bestand aus Forstgrund mit Hochholz, gerodetem Forstgrund und Wiesen- und Weidegrund. Ihre größte Ausdehnung hatte die Gemeinheit längs der Ruhr und erstreckte sich auf weitere schmale Streifen in allen Richtungen. Das Siepen hatte zu dieser Zeit eine Ausdehnung von 215 Morgen. Die Straße Siepenblick verbindet die Semperstraße mit der Moltkestraße. |                                                   |
| Siepenstraße              | 180                    | Hovescheider Siepen                                                                | 9. Apr. 1956        | Das Hovescheider Siepen war ein einst bewaldetes und wasserreiches Wiesental zwischen Steeler Straße und der Ruhr. Ursprünglich war es uneingeschränktes Eigentum der zur Bauerschaft Huttrop gehörenden Höfe. 1824 wurde es durch die Hoverscheider Gemeinheit geteilt und bestand aus Forstgrund mit Hochholz, gerodetem Forstgrund und Wiesen- und Weidegrund. Ihre größte Ausdehnung hatte die Gemeinheit längs der Ruhr und erstreckte sich auf weitere schmale Streifen in allen Richtungen. Das Siepen hatte zu dieser Zeit eine Ausdehnung von 215 Morgen. Die Siepenstraße verbindet heute die Lanterstraße mit der Moltkestraße. Bis nach dem Zweiten Weltkrieg führte sie westlich der Moltkestraße weiter bis über die Straße Engelsbecke hinaus. |                                                   |
| Spichernstraße            | 150 (im Stadtteil)     | Schlacht bei Spichern                                                              | 3. März 1897        | Die Spichernstraße erinnert an die Schlacht bei Spichern im Deutsch-Französischen Krieg. Die Spichernstraße verbindet in Huttrop die Herwarthstraße mit der Wörthstraße, wobei sie die Grenze zum Südostviertel bildet und nach der Wörthstraße dorthin weiterführt. Zwischen 1904 und 1915 wurde sie Diedenhofer Straße genannt. |                                                   |
| Spillenburgstraße         | 420 (im Stadtteil)     | Spillenburgmühle                                                                   | 19. Sep. 1910       | Die Spillenburgmühle wurde 1418 durch die Essener Fürstäbtissin Margarete von der Mark-Arensberg († 1429) erbaut. Zuvor hatte hier bereits eine Mühle gestanden. Die Äbtissin 1423 ihren Besitz an die Münsterkirchenfabrik. 1685 verkaufte die Fürstäbtissin Anna Salome von Salm-Reifferscheidt die Mühle des Stiftes Essen für 6000 Taler an Arnold Johan Vietinghoff genannt Schele zu Schellenberg und Ripshorst. 1807 pachtete die Gewehrfabrikanten Pieul und Pelletier auf der Spillenburg die Bohrmühle für Gewehrläufe. Doch kurz darauf ging die Gewehrindustrie unter. Es gab hier zwei weitere Mühlen, die vom Müller Humann betrieben wurden. 1911 gingen die Spillenburg, das Ruhrwehr und alle Gerechtsame durch Verkauf des Freiherrn von Schell an die Stadt Essen über. Sie sicherte sich damit die Wasserversorgung des 1863 erbauten Wasserwerks. Die Mühlenanlagen mussten einer Turbinenanlage zur Stromerzeugung weichen. Die Spillenburgstraße trug 1897 den Namen Koppstraße und 1904 Spillenburger Weg. Sie bildet den Grenzverlauf zu Steele und verbindet dabei die Steeler Straße mit der dortigen Westfalenstraße. |                                                   |
| Stattropstraße            | 240                    | Stattrop, Hofname                                                                  | 17. Dez. 1963       | Der Hof Stattrop war ein fürstlich-essendisches Behandigungsgut und gehörte in den Oberhof Eickenscheidt. Im Kettenbuch von 1332 wird mansus Stororpe genannt. 1601 wurden Hermann Frone an der Heyden und seine Ehefrau Catharina Stattrops mit dem Hof behandigt. In der Landmatrikel von 1668 wird der Aufsitzer Johan Statttopff und der samt Pachtland 37 Morgen große Hof genannt. 1794 waren die Letztbehandigten des Hofs und des zugehörigen Hegemannkottens in Bergerhausen die Eheleute Johann Heinrich Stattrop und Maria Gertrud geborene Hoverscheidt. 1795 wird der Mittelbauer Stattrop erwähnt. 1835 wurden alle fiskalische Lasten durch die Eheleute Adolf Kleberg gen. Stattrop und deren Sohn/Stiefsohn Johann Diedrich Stattrop abgelöst. 1927 verkaufte der letzte Besitzer Josef Stattrop den 60 Morgen großen Hof an die Stadt Essen, die hier den Parkfriedhof anlegte. Am 29. November 1897 wurde eine zum Hof Stattrop führende Straße bereits nach diesem benannt, musste aber der Anlage der Parksiedlung Huttrop weichen. Die neue 1963 angelegte Stattropstraße führt heute von der Steeler Straße zur Sunderlandstraße am Parkfriedhof. |                                                   |
| Steeler Straße            | 1770 (im Stadtteil)    | ehemalige Stadt Steele                                                             | 5. Juni 1908        | Die Steeler Straße, einst Steeler Chaussee genannt, ist nach der ehemaligen Stadt Steele benannt, die 1929 zur Stadt Essen eingemeindet wurde. Sie verläuft vom Stadtkern und dem Südostviertel durch Huttrop weiter nach Steele und ist Teil der Landesstraße L448. | Franz Sales Haus an der Steeler Straße            |
| Stevens Kamp              | 180                    | Stevens, Familienname                                                              | 20. Nov. 1937       | Johann Steven erhielt am 13. Juni 1443 einen beim Huttrops Hof gelegenen Kamp zu Eigentum überwiesen. Die Straße Stevens Kamp führt in einem nördlichen Bogen vom Bleckerkamp wieder auf diesen zurück. Zuvor verlief hier die Doppelkniestraße zwischen Herwarth- und Oberschlesienstraße. |                                                   |
| Sunderlandstraße          | 450                    | Sunderland, Partnerstadt von Essen                                                 | 22. Feb. 1961       | Seit 1949 ist Sunderland in Nordost-England Partnerstadt von Essen, Die Sunderlandstraße führt südlich des Parkfriedhofs von der Breddestraße zum Mählerweg. |                                                   |
| Thingstraße               | 230                    | Thing, germanische Bezeichnung für eine Volks- oder Gerichtsversammlung            | 23. Feb. 1937       | Nahe der ehemaligen Gaststätte Schwanenbusch befand sich eine Richtstätte (keine Gerichtsstätte) des Stifts Essen. Die Thingstraße verbindet die Moltkestraße mit der Straße Engelsbecke. |                                                   |
| Töpferstraße              | 650                    | ehemalige Töpferei                                                                 | 29. Nov. 1897       | Die Töpferstraße ist nach einer ehemaligen Töpferei an der Ecke Henricistraße/Töpferstraße benannt. Sie ist heute Teil der Landesstraße L20 und führt von der Ruhrallee zur Rellinghauser Straße, wobei sie im ganzen Verlauf die Grenze zu Bergerhausen bildet. |                                                   |
| Twingenbergplatz          | 80 × 70                | Johann von Twingenberg, Besitzer des Wolfferdes-Guts                               | 24. Sep. 1923       | Johann von Twingenberg gen. von Styrum war der Sohn des Essener Ratsherrn und Bürgermeisters Dietherich von Twingenberg. Nach dessen Tod 1482 erhielt er das Wolfferdes-Gut in Huttrop, das später den Namen Vollmer erhielt. Der Twingenbergplatz liegt zwischen der Gerhard-Stötzel-Straße und der A40. Am Twingenbergplatz ist ein großer Kinderspielplatz. | Twingenbergplatz in Essen                         |
| Uta-Ranke-Heinemann-Platz | 60 × 30                | Uta Ranke-Heinemann, Theologin                                                     | 25. März 2022       | Uta Ranke-Heinemann war die älteste Tochter des Bundespräsidenten Gustav Heinemann und lebte bis zu ihrem Tod am 25. März 2021 im Moltkeviertel in Huttrop. Ein Jahr später wurde der Platz nahe ihrem Wohnhaus nach ihr benannt, denn eine Benennung nach bekannten Persönlichkeiten ist grundsätzlich frühestens ein Jahr nach deren Tod möglich. Der Uta-Ranke-Heinemann-Platz liegt zwischen Henrici-, Messel- und Franziusstraße. |                                                   |
| Veddershang               | 110                    | Vedders, Kotten                                                                    | 21. Jan. 1965       | Der Kotten Vedders, der zeitweise auch Morsekotten genannt wurde, wurde 1687 vom Hof Huttrop abgetrennt. 1795 wird die Grundherrschaft des Gräflichen Damenkapitels Essen und der Kötter Vedder genannt. 1774 erfolgte durch Georg Vedder und seine Ehefrau die letzte Gewinnung. 1808 wurde der Kotten für zwölf Jahre an Diederich Vedder verpachtet. Die Domänenverwaltung ist Eigentümer. Georg Theodor Vedder war 1906 Eigentümer. Der Veddershang verbindet in einem Bogen die Lanterstraße mit der Seminarstraße. |                                                   |
| Vollmerskamp              | 330                    | Vollmerskamp, Flurname                                                             | 7. Sep. 1960        | Die Flur Vollmerskamp liegt im Gebiet der Straße Engelsbecke. Die Straße Vollmerskamp, die eine nördliche Stichstraße der Vollmerstraße bildet, liegt jedoch katastermäßig in der alten Flur auf’m Donneracker. |                                                   |
| Vollmerstraße             | 370                    | Vollmer, Hofname                                                                   | 5. Juni 1908        | Der Hof Vollmer ging aus dem im 15. Jahrhundert erwähnten Wulferdesgut hervor. Den Namen Vollmer erhielt der Hof etwa ein Jahrhundert später. 1544 wurde er den Eheleuten Arndt Vollmer wegen Nichtzahlung der Pacht abgenommen. In der Landmatrikel von 1668 wird der Aufsitzer Dietherich Volmar und der 30 Morgen große zum Officium der großen Spende in Essen gehörige Hof genannt. 1795 lag die Grundherrschaft bei der Stadt Essen, es wird der Mittelbauer Vollmer erwähnt. 1851 ging der Hof in das gemeinsame Eigentum der Essener Bürger Theodor Bährens und Christian Flashoff über. Theodor Huttrop erwarb den Hof mit Gebäuden 1865 und vereinigte ihn mit seinem Hof Huttrop. Die Vollmerstraße verbindet die Schwanenbuschstraße mit der Herwarthstraße. |                                                   |
| Wallotstraße              | 340                    | Paul Wallot, Architekt und Hochschullehrer                                         | 26. Nov. 1909       | Die Wallotstraße führt von der Töpferstraße in nordwestlicher Richtung zur Robert-Schmidt-Straße. |                                                   |
| Weißbachstraße            | 120                    | Karl Weißbach, Architekt und Hochschullehrer                                       | 26. Nov. 1909       | Die Weißbachstraße führt von der Schnutenhausstraße über die Messelstraße und endet in einer Sackgasse. |                                                   |
| Wiebeanlage               | 300                    | Friedrich Wiebe, Essener Beigeordneter, Leiter des Bauwesens                       | 9. Aug. 1927        | Friedrich Wiebe wurde am 27. August 1843 in Rothenburg/Hannover geboren. Seit 1880 leitete er das gesamte Bauwesen der Stadt. Nach Teilung der Bauverwaltung 1892 erhielt Wiebe das Tiefbauamt. 1899 wurde er Beigeordneter der Stadt Essen. Er starb am 25. Mai 1922 in Essen. Die Straße Wiebeanlage verbindet die Henricistraße mit der Töpferstraße. | Denkmalgeschütztes Haus in der Weißbachstraße     |
| Wieksiepen                | 160                    | Wieksiepen, Flurname                                                               | 21. Okt. 1938       | Die nach der Flur Wieksiepen, die in der Landmatrikel von 1668 genannt wird, benannte Straße verbindet die Straße Engelsbecke mit der Schulte-Pelkum-Straße. |                                                   |
| Wörthstraße               | 290 (im Stadtteil)     | Schlacht bei Wörth                                                                 | 29. Mai 1896        | Zur Erinnerung an die Schlacht bei Wörth am 6. August 1870 im Deutsch-Französischen Krieg. Die Wörthstraße kommt von der Steeler Straße im Südostviertel und führt ab der Spichernstraße in Huttrop in nördlicher Richtung zum Ellingradeweg. |                                                   |
| Zur-Linde-Weg             | 120                    | Otto zur Linde, Schriftsteller                                                     | 31. März 1955       | Der Schriftsteller, Philosoph und Dichter Otto zur Linde ist 1873 in Essen geboren. Der Zur-Linde-Weg verbindet die Seminarstraße mit der Straße Siepenblick. |                                                   |

## Liste ehemaliger Straßennamen
Die Liste ehemaliger Straßennamen erhebt keinen Anspruch auf Vollständigkeit.
| Name                 | von           | bis           | umbenannt in (aktuell)           | Herleitung                                             | Bemerkungen |
| -------------------- | ------------- | ------------- | -------------------------------- | ------------------------------------------------------ | --- |
| Am Döppelhahn        | 5. Juni 1908  | 20. Nov. 1937 | → Mählerweg                      | Döppelhahn, Name eines Kottens                         | Der Kotten Döppelhahn gehörte zu den vom Hovescheidtshof abgesplissenen Kotten und lag am Rande dessen Feldes am Weg zur Eickenscheidter Mühle. Erste Erwähnung des Kottens Dopelhane findet man 1520. 1770 erwarb die Essener Fürstäbtissin Franziska Christine von Pfalz-Sulzbach den Kotten, um ihn ihrem Waisenhaus zu übereignen. Ende des 19. Jahrhunderts wurde der Kotten niedergelegt um eine Ziegelei zu errichten. Die missverständliche Schreibweise Döppelhahn kommt in den Quellen nur selten vor, wobei hahn wohl für Hain oder Hagen steht.                             |
| Diedenhofer Straße   | 28. Nov. 1904 | 9. Juli 1915  | → Spichernstraße                 |                                                        | |
| Doppelkniestraße     |               | 20. Nov. 1937 | → Stevens Kamp                   |                                                        | |
| Eickenscheidter Fuhr | um 1860       | 23. Mai 1980  | → Gerhard-Stötzel-Straße         |                                                        | |
| Erbhofring           | 5. Juni 1934  | 22. Mai 1946  | → Hofringstraße                  | Erbhof Hovescheidt                                     | |
| Feldhausbusch        | vor 1942      | nach 1970     | aufgehoben und überbaut          |                                                        | Die Straße Feldhausbusch, die zuvor Viefhausstraße hieß, verband den Allbauweg mit der Straße Am Parkfriedhof. Sie wurde im Zuge der Errichtung des Berufskollegs Ost aufgehoben. |
| Felgendreherstraße   | 8. Mai 1933   | 15. Mai 1945  | → Kaisershofstraße               | Fritz Felgendreher, sogenannter Blutzeuge              | Umbenennung der Kaisershofstraße in der Zeit des Nationalsozialismus, um die symbolische Form der Machtergreifung voranzutreiben. Fritz Felgendreher wurde am 18. März 1913 in der ehemaligen Siedlung Szapten (Ostpreußen) geboren und lernte Anstreicher. Am 13. März 1931 wurde er durch Ernst Röhm in die SA aufgenommen. Tags darauf, bei einem Rückmarsch nach Kray, wurde er in der Nacht auf der Eisenbahnbrücke (später Felgendreherbrücke genannt) überfallen und durch einen Kopfschuss schwer verletzt. Am selben Tag erlag er seinen Verletzungen im Elisabethkrankenhaus. |
| Friedhofstraße       | 29. Nov. 1897 | 18. Feb. 1916 | → Seminarstraße                  | Führte zum Alten Friedhof Huttrop                      | |
| Frillendorfer Straße | 29. Nov. 1897 | 5. Juni 1908  | → Schwanenbuschstraße            | Straße nach Frillendorf                                | |
| Grenzstraße          | 29. Nov. 1897 | 4. Mai 1900   | → Herwarthstraße → Huttropstraße |                                                        | |
| Hellweg              | 9. Okt. 1914  | 14. Nov. 1935 | → Bergerhauser Straße            | Westfälischer Hellweg, mittelalterlicher Handelsweg    | Der Hellweg war zuvor Teil der Herwarthstraße und hieß davor Morsestraße. |
| Herkulesstraße       | 29. Nov. 1897 | 8. Feb. 1908  | → Plantenbergstraße              |                                                        | |
| Hohe Straße          | 10. Okt. 1901 | 5. Juni 1908  | → Saarbrücker Straße             |                                                        | |
| Kaisershofstraße     | 20. Nov. 1937 | 27. März 1949 | → Bleckerkamp                    | Kaisershof, Hofname                                    | Der Bleckerskamp trug in der genannten Zeit den Namen Kaiserhofstraße. Heute gibt es in Huttrop noch eine andere Kaisershofstraße. |
| Koppstraße           | 29. Nov. 1897 | 4. Feb. 1904  |                                  |                                                        | |
| Löbbertstraße        | 29. Nov. 1897 | 1. Okt. 1920  | → Dinnendahlstraße               | Löbbert, Hofname                                       | Im Kettenbuch von 1332 wird mansus Lubberti to Hoveschede genannt. In der Landmatrikel 1668 wird der Aufsitzer Peter Lobbert des rund neuen Morgen großen Hofs genannt. Der Hof mit Kotten war ein Unterhof von Eickenscheidt. 1773 wurden Johann Phillip Brockhoff und Franziska Josepha Rose zu Behuf der Rosesche Fundation mit dem Hofe behandigt. Der Pferdekötter Löbbert und der Grundherr Hofrat Rose werden 1795 genannt. 1867 war Hermann Kammann gen. Löbbert Pächter. |
| Ludwig-Troost-Straße | 10. Juni 1940 | 15. Mai 1945  | → Messelstraße                   | Paul Ludwig Troost, Architekt im Nationalsozialismus   | Umbenennung in der Zeit des Nationalsozialismus, um die symbolische Form der Machtergreifung voranzutreiben. |
| Moltkeplatz          | 26. Nov. 1909 | 16. Sep. 1910 | → Camillo-Sitte-Platz            | Helmuth Karl Bernhard von Moltke, Generalfeldmarschall | 1910 erhielt der einstige Huttroper Platz im benachbarten Südostviertel den Namen Moltkeplatz, den er dort bis heute trägt. |
| Morsestraße          | 4. Feb. 1904  | 15. Sep. 1910 | → Bergerhauser Straße            |                                                        | |
| Mühlenweg            | 29. Nov. 1897 | 5. Juni 1908  | → Mählerweg                      |                                                        | |
| Oststraße            | 4. Mai 1900   | 5. Juni 1908  | → Herwarthstraße                 |                                                        | |
| Roßbachstraße        | 8. Mai 1903   | 16. Sep. 1910 | → Henricistraße                  |                                                        | |
| Schmiedestraße       | 29. Nov. 1897 | 5. Juni 1908  | → Hilgenbornstraße               |                                                        | |
| Spillenburger Weg    | 4. Feb. 1904  | 5. Juni 1908  | → Spillenbuger Straße            | Spillenburgmühle                                       | |
| Steeler Chaussee     |               | 5. Juni 1908  | → Steeler Straße                 | ehemalige Stadt Steele                                 | |
| Viefhausstraße       | 1. Okt. 1920  | vor 1942      | → Feldhausbusch                  | Viefhaus, Familienname                                 | Die Viefhausstraße verband den Allbauweg mit der Straße Am Parkfriedhof. |